# Nunataki Gordienko
Die Nunataki Gordienko (englische Transkription von russisch Нунатаки Гордиенко Nunataki Gordijenko) sind eine Gruppe von Nunatakkern im ostantarktischen Coatsland. Sie ragen unmittelbar südlich der Whichaway-Nunatakker an der Südflanke des Recovery-Gletschers auf.
Russische Wissenschaftler benannten sie. Der weitere Benennungshintergrund ist nicht überliefert.